# Babakotia
Babakotia is een uitgestorven lemuur uit de familie van de Palaeopropithecidae. In het geslacht is één soort ingedeeld, Babakotia radofilai. De soort kwam voor in Madagaskar in het Holoceen.

## Voorkomen
Babakotia kwam voor in het noorden van Madagaskar. 

## Uiterlijke kenmerken
Babakotia was de minst gespecialiseerde luiaardmaki en een tussenvorm tussen de kleinere trage Mesopropithecus en de grotere hangende Palaeopropithecus. Babakotia was 16 tot 20 kg zwaar en had lange armen met gekromde klauwen.

## Leefwijze
Babakotia was met name een folivoor, al at het ook zaden en fruit. Babakotia leefde in de bomen en was aangepast om te klimmen en te hangen.